# TV4 Guld
TV4 Guld er en Svensk tv-kanal tilegnet til "klassiske" programmer som ældre tv-dramaer.
Kanalen blev lanceret den 3. november 2006, sammen med søsterkanalen TV4 Komedi, den blev lanceret på satellit fra Canal Digital og kabel fra Com Hem. Kanalerne var ikke tilgængelige på Viasats satellit platform eller Boxers antenne pakke fra starten.
Programmerne der bliver vist på TV4 Guld er mest Amerikanske eller Britiske.

## References
1. ↑  Årsrapport 2008 (PDF), Mediamätning i Skandinavien, arkiveret fra originalen (PDF) 22. februar 2014, hentet 3. oktober 2009

## External links
- Official hjemmeside (svensk)